# Rob & Chyna
Rob & Chyna è un reality statunitense con protagonisti Rob Kardashian e Blac Chyna. La serie di sette episodi un'ora è stata trasmessa dall'11 settembre 2016 su il canale via cavo E!.

## Produzione
La produzione del reality è iniziata il 1 giugno 2016. Rob & Chyna segue la relazione di Rob Kardashian e Blac Chyna mentre si preparano ad accogliere la loro prima figlia.
1. ↑  (EN) Elizabeth Wagmeister, Rob Kardashian and Blac Chyna Land Their Own E! Reality Series, in Variety, 1º giugno 2016. URL consultato il 13 agosto 2018.